# Phono-téphrite
Les phono-téphrites sont des roches volcaniques intermédiaires entre les téphrites et les phonolites. Elles sont proches des téphrites mais la composition chimique présente des taux plus élevés de silice (SiO2) et de minéraux alcalins (Na2O et K2O).